# Streptocarpus katangensis
Streptocarpus katangensis är en tvåhjärtbladig växtart som beskrevs av De Wildeman och Th. Durand. Streptocarpus katangensis ingår i släktet Streptocarpus och familjen Gesneriaceae. Inga underarter finns listade i Catalogue of Life.